# Gimnasio Cubierto Arminio Gutiérrez Castro
El Gimnasio Cubierto Arminio Gutiérrez Castro es una infraestructura deportiva multipropósito ubicada en la ciudad de San Cristóbal, Estado Táchira, en la región sur-occidental de Venezuela, posee una capacidad aproximada para albergar 3000 personas. 
Fue inaugurado en honor a la selección de baloncesto campeones nacionales en el año 1950 por el entonces presidente Marcos Pérez Jiménez. Actualmente se encuentra en las instalaciones del Complejo Deportivo Juan Maldonado, donde se practica tenis, natación, tenis de mesa, entre otras disciplinas deportivas que albergaron a los Juegos Nacionales Andes 2005, para los cuales se efectuaron trabajos de remodelación y cumplir con las exigencias para este evento. También fue sede del equipo Deportivo Táchira BBC en la Liga Profesional de Baloncesto de Venezuela.